# 上海韩国街

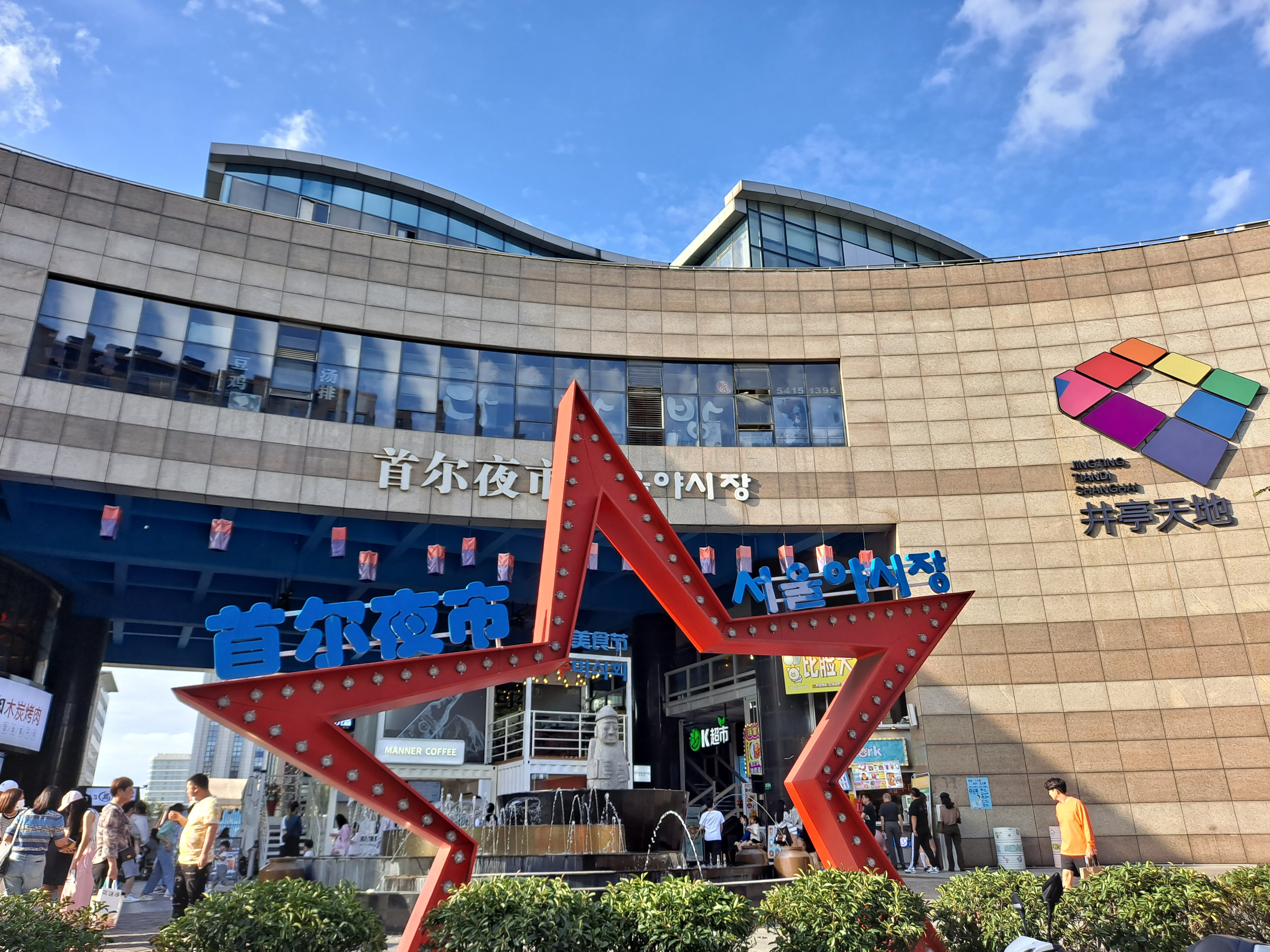
上海韩国城

上海韩国街是位於中華人民共和國上海市閔行區虹橋鎮虹莘路、虹泉路一帶的韓國街，當地居住近1萬名韩国人（2020年）。 位於的井亭天地生活广场是當地的地標兼商場。許多韓國人在虹泉路上開設商鋪。

## 歷史
上海韩国街起源于1992年。2008年左右，衣恋集团等韩国企业在虹泉路附近落户。韓國企業员工就居住在虹泉路附近的井亭苑等小区中。這些企業員工的家人就在虹泉路附近开设了很多韩国超市以及韩国杂货店。
2013年，韓劇来自星星的你播出後，許多人來到虹泉路上的烤肉店。同時虹泉路上湧現了許多韩剧中出現的美食及场景。
韓國部署薩德反導彈系統事件發生後，上海韓國街上的店鋪人流量減少，同時大約有一半的韓國人回國。
2017年2月，虹泉路附近的亲水花街拆除了包括一些韩国餐饮、百货摊位等在内的多个违章建筑。